# Есим-хан (Казахское ханство)
Есим-хан (каз. Есім хан) — хан Казахского ханства с 1598 года вплоть до своей смерти в 1628 году. Сын Шигай-хана, потомок Урус-хана. За свои годы правления, Есим отстоял присырдарьинские города, занятые  Тауекель-ханом, вел войну на западе с калмыками, подавил мятеж Лже-Абд-ал-Гаффара.

## Биография
Являлся сыном Шигай-хана и Яхшим-бигим Ханым. После смерти брата Тауекель-хана султан Есим становится ханом Казахского ханства во время похода на Бухару. Есим-хан получил в народе прозвище (Отважный Есим Великан) за отвагу в отражении внешней агрессии на Казахское ханство. Его правление стало временем очередного усиления Казахского ханства, третьим по счету после Касым-хана и Хак-Назар-хана. Есим-хан переносит столицу ханства из Сыгнака в Туркестан. Он заключает мирный договор с Бухарским ханством. По договору к Казахскому ханству перешли Самарканд, Шахрухия, и все города Ферганской долины: Канка, Андижан, Маргилан, Ош и Коканд. Главной его целью было преобразование Казахского ханства в централизованное государство. Особое внимание хан уделял укреплению военной мощи Казахского ханства, наделив широкими военно-политическими полномочиями султанов и представителей знати.
Особо важное внимание Есим уделял Могулистану и разыгрывавшимся событиям в нем. В 1618 году Есим-хан становится мулазимом могульского правителя Абд ар-Рахим Хана и участвует в его военных походах на регионы городов Аксу и Кусана. Прибыв из Ташкента в распоряжение хана Турфана, Есим-хана обратился к Абд ар-Рахиму заявив:
«Я пришел на служение. У меня есть друзья и враги. Они скажут: «Ишим-хан поступил к Абд ар-Рахим-хану нукером». Я надеюсь, что [вы] возвеличите этого раба и сделаете [его] зятем».
Вскоре Ишим-хан (Есим-хан) женился на дочери Абд ар-Рахим хана Патшах ханым.

## Отношения с калмыками
Первое нападение ойратов на Хорезм произошло зимой 1603–1604 годов и закончилось неудачей. События, происходившие в регионе в этот период, позволили В. А. Моисееву сделать вывод, что это был первый серьезный поход ойратов на Казахстан и Среднюю Азию в XVII веке и что неудача показала ойратам, что путь в этом направлении для них закрыт.
Между ойратами и русскими завязывались конфликты, которые, в свою очередь, заканчивались не в лучшую сторону для ойратов. Несмотря на причиненный ущерб торгутам и дербетам, князья продолжали свои кочевья вдоль Тары. Калмыкам приходилось оставить свои кочевья из-за поражения в войне с казахами. Ойраты потом жаловались русским властям, что их улусы были разграблены, а жены и дети уведены.
Со времен прибытия значительного количества ойратов к русским границам в Сибири и их стремление обрести защиту и покровительство у Русского государства частично объясняется гарантиями, данными царским правительством новым подданным «ото всех недругов, от Казацкие орды и от Нагаи и от иных недругов беречи и обороняти». Посланники ойратских тайшей обращались с такой просьбой к русским властям в Сибири, когда ойраты были вынуждены отступить на север из-за нападений казахов и ногаев. Столкновение на трех фронтах – с казахами, ногаями и русскими было непосильным, и поэтому калмыки поспешили заключить мир с русскими, обеспечивая себе защиту в борьбе против казахов и ногаев. Впоследствии ойратские тайши просили гарантии безопасности от своих кочевых соседей – казахов и ногаев, а также просили «оберегать их от Алтына-царя», что отражает их уязвимое положение перед давлением державы Алтын-ханов, их главного противника в монгольском мире.
Из двух казахских ханов, Есим и Турсун, только Есим-хан активно вел постоянные войны с калмыками. Это можно частично объяснить тем, что Есим-хан, имевший давние связи с монголами и контролировавший Туркестан и Семиречье, оперировал в приграничных районах с калмыками. Кроме того, Турсун-Мухаммад-хан правивший из Ташкента находился на значительном расстоянии от основных кочевий калмыков. Другим фактором является опасение калмакских тайшей перед Турсун-ханом по причине его силы и отсутствия предыдущих конфликтов между ними, как сообщают источники.

## Борьба с Аштарханидами
В 1607 году ставленнику Вали-Мухаммед-хана по имени Мухаммед-Баки-бий удалось захватить Ташкент. Однако он не смог управлять городом долго, так как был вытеснен из него войсками Есим-хана. После этого между Аштарханидами и казахскими правителями было заключено соглашение. Согласно ему власть в Ташкенте перешла к сыну казахского султана Турсун-Мухаммеда - Шах-Саид-султану. На пост аталыка был назначен Ялантуш (Жалантос) бахадур из рода Алшын.
Вскоре в Бухарском ханстве разразилась борьба за власть. В 1611 году Вали-Мухаммед-хан был свергнут в результате заговора, и на трон узбекского государства вступил Имамкули-хан, сын Баки-Мухаммед-хана. Однако Вали-Мухаммед-хан, получив поддержку от Сефевидов, продолжал бороться за трон. Казахские предводители воспользовались этой ситуацией и активно вмешались в междоусобную борьбу Аштарханидов. Есим-хан вместе с племянниками султанами Абылаем, Кошеком (Кучик) и своим сыном Жанибеком, поддержали Имамкули-хана против Вали-Мухаммед-хана. Вали-Мухаммед-хан получил поддержку казахского султана Абу Саида, но в последний момент тот перешел на сторону Имамкули-хана, что привело к поражению и казни Вали-Мухаммед-хана. За помощь Имамкули-хан признал право Есим-хана на Ташкент и некоторые города Туркестана.
Попытки бухарского хана Имам-кули неоднократно захватить Ташкент в 1611, 1613 и 1621 годах были каждый раз отражены казахским ополчением под командованием Есим-хана. В конечном итоге эти события вынудили его отказаться от замысла захвата города.
Турсун-султан и Ишим-султан простили друг друга и снова завязали узы дружбы. Возможно, Есим-хан признал право Турсун-Мухаммед-хана, как старшего по возрасту чингизида на трон верховного правителя. Шибанид Абулгазы-бахадур-хан, гостивший в 1625 году в Туркестане у Есим-хана три месяца, указывает, что в то время ханом был Турсун-хан, а Есим-хан обращался к нему почтительно.
В 1624 году Турсун-Мухаммед-хан и Есим-хан совершили совместный поход на Андижан, где правил другой казахский султан Ханзаде, сын султана Келди-Мухаммеда. Ханзаде-султан обратился за помощью к Имамкули-хану, однако пришедшие на подмогу бухарские войска были разбиты Турсун-Мухаммед-ханом и Есим-ханом под крепостью Ахси.
Конфликты между правителями Казахского ханства и Аштарханидами продолжались. В «Имамкули-наме» Сухайло указывается, что во время правления Аштарханида Имамкули-хана 30-тысячное казахско-калмакско-киргизское войско напало на Ура-тюбе, Хас и Хавас.

## Противостояние Есим-хана и Турсун-хана
Рост авторитета хана Есима в народе вызвал враждебное отношение к нему хана Турсуна. Поэтому хан Турсун решил избавиться от своего соперника и захватить всю власть в Казахском ханстве. С этой целью он стал размещать верные себе отряды в мощных крепостях и расширять сферу своего влияния. Спустя некоторое время между двумя ханами начались кровопролитные побоища итогом которого стал временный мир и двоевластие когда в Казахском ханстве стало два хана в двух столицах, в Туркестане и в Ташкенте. Причиной тому послужило тяжелое внутреннее положение, когда в 1627 году джунгары (калмыки) участили набеги на казахские земли и нанесли огромный ущерб хозяйству. Хан Есим, собрав войска, выступил в поход против калмыков. Разбив джунгар и изгнав их за Джунгарские горы, он вернулся с победой и большими трофеями. Воспользовавшись отсутствием соперника хан Турсун, собрав свои войска, с целью объединения земель захватил вторую столицу Казахского ханства, город Туркестан. Захватив в плен семью хана Есима — его жен и детей, увез их в Ташкент. Узнав о нарушении перемирия, хан Есим снова собрал свое войско и направился к крепости Шымкент. В 1627 году в окрестностях Шымкента в местности Сайрам состоялось Сайрамское сражение между  Есим-ханом и Турсун-ханом. Проиграв битву, хан Турсунхан бежал, его окружение его пленило, убило и передало тело в руки хана Есима в обмен на свободу.
Хан Есим весь род катаган, принимавший активное участие на стороне хана Турсуна, приговорил к уничтожению по степным обычаям, мужчина чей рост выше колеса восточной арбы (высота приблизительно 1,5 метра) подвергался казни. Женщины, старики и дети оставшиеся после казни рослых мужчин остались в составе казахского народа под новым названием "шанышкылы".  Чтобы избежать кары, часть этого рода спаслась среди кураминцев и узбеков где сохранила самоназвание своего племени "катаган". Противостояние Есим-хана с Турсун-ханом в истории сохранился под названием «Катаганское побоище» это привело к ослаблению Казахского ханства. 
В ходе таких бурных и опасных событий в Казахском ханстве мудрым правителем, умелым политиком и дальновидным дипломатом показал себя Есим-хан. Оценив значительную угрозу, исходящую от джунгарских калмыков, хан Есим проявил незаурядные дипломатические способности в отношениях с населением Бухары, Турфана, Кашгарии и Киргизии. После смерти Есим-хана ханом становится его старший сын Жанибек.

### Отношения с кыргызами
В первой четверти XVII века кыргызы признавали своим правителем Есим-хана, сына Шигай-хана. Согласно труду «Тарих-и Кашгар», в это время «… киргизский юрт под-нял ханом Ишим-хана». Вероятно, Есим-хан осуществлял управление кыргызами через лидеров племенных объединений. Ч. Ч. Валиханов отмечал, что в его распоряжении находился бий Кукем, которого кыргызский историк Б. Султоноев называл внуком Тагай-бия.
Связь Есим-хана с кыргызами была настолько прочной, что в народной традиции он получил образ кыргызского батыра «Эр Эшима». Под его руководством кыргызы принимали участие в вооружённых конфликтах, в частности, в борьбе против Турсун-Мухаммед-султана и его союзника Имамкули-хана. Согласно источнику «Бахр ал-асрар» Махмуда б. Вали, в 1612 году казахские султаны, действуя в союзе с кыргызскими и калмыцкими племенами, атаковали улусы Турсун-Мухаммед-султана, кочевавшие в районе Сырдарьи.
В хронике «Имамкули-наме» сообщается, что в период правления Аштарханидского хана Имамкули на Ура-Тюбе, Хас и Хавас было совершено нападение 30-тысячного объединённого войска казахов, калмыков и кыргызов, возглавляемого Есим-ханом, Абылаем, Назаром и Кучуком. Согласно этому источнику, эти народы заключили соглашение о совместных военных действиях против шаха. В ответ Имамкули-хан направил крупные силы под командованием Надир-мирзы, что привело к победе над союзниками Есим-хана и возвышению Турсун Мухаммед-хана в Ташкенте и Туркестане.
По мнению В. И. Моисеева, между Есим-ханом и лидерами кыргызов существовало соглашение о совместной борьбе против калмыков.
Также Есим-хан устраивал поминальный ас (тризну) в память о погибших в Сан-Ташском сражении казахов и киргизов, и построил каменный могильник-курган в урочище Сан-Таш.

## Реформы при Есим-хане

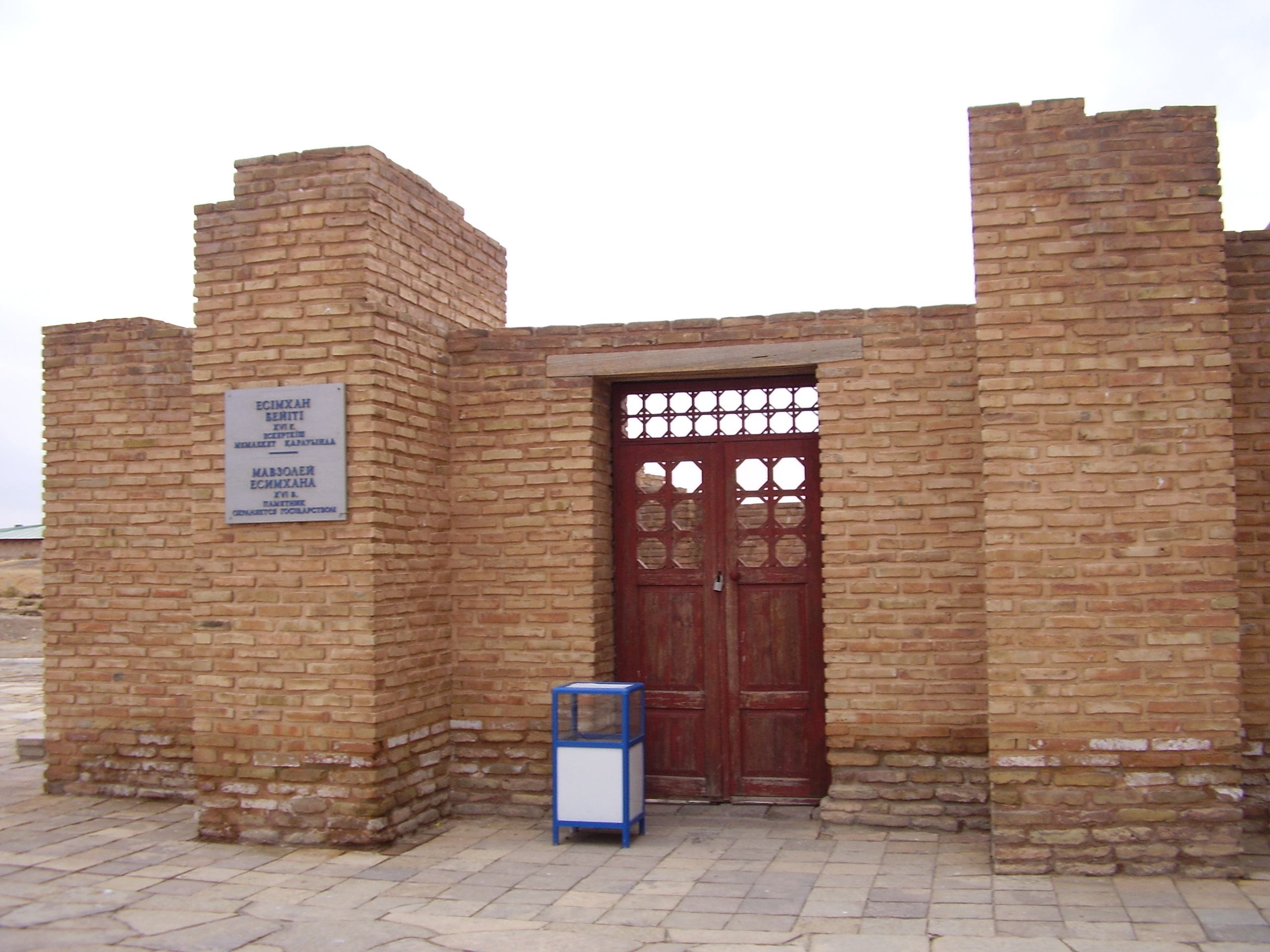
Мавзолей Есим-хана (Туркестан)

Есим-хану пришлось выдержать ещё более тяжёлую внутриполитическую борьбу, итогом которой стало коренное реформирование политической системы Казахского государства. Суть её заключалась в том, что главенство закрытой элиты — торе заменялось на главенство элиты открытого типа — биев и старшин. Произошла своего рода бийская революция, ограничившая политические права сословия чингизидов и установившая широкие права для общин и их руководителей. Есим-хан внёс много новшеств во внутреннюю и внешнюю политику Казахского ханства.
Законы хана Есима, созданные в период вторжений внешних врагов и способствовавшие делу упрочения единства и защиты страны, свидетельствуют о высоких заслугах хана Есима как государственного деятеля в казахской истории. Хан Есим сумел подавить междоусобицы, местную обособленность султанов и успешно отражал вторжения джунгар.
Юридически эти изменения были закреплены в своеобразной конституции — «Есім ханның ескі жолы» (Древний путь Есим хана), принятой как дополнение к кодексу Касым-хана. В этом правовом акте определялись полномочия хана, биев и батыров, а также их взаимные обязанности и права.
По-прежнему высшей законодательной властью продолжал оставаться Маслихат. В состав его входили все представители казахских общин и лишь наиболее влиятельные султаны. Маслихат собирался раз в год, преимущественно осенью в Улытау, Туркестане или под Ташкентом.
Ослабление роли хана в политической системе привело к изменению принципа выбора хана. Хотя официально принцип меритократии оставался в силе, фактически казахи перешли к наследованию ханского звания вплоть до начала XVIII в.
Вместо улусной системы в начале XVII в. была введена жузовая организация, когда все казахские земли были разделены между тремя хозяйственно-территориальными объединениями — жузами. Во главе жузов стояли бии, руководители наиболее сильных и многочисленных групп общин. По существу вся власть находилась в руках жузовых биев. Они же формировали и Совет Биев, ограничивавший власть хана. Власть биев держалась исключительно на личном авторитете и хан никак не мог влиять на выдвижение того или иного бия.
Есим-хан перенёс столицу Казахского ханства из Сыгнака в Туркестан..

## Характеристика
Как и его брат Тауекель, Есим-хан проявлял серьёзный интерес к религии. В столице Казахского государства, городе Туркестане, он покровительствовал мусульманскому просвещению, исламским ученым. В 1625 году к нему в Туркестан прибыл изгнанный из Хивы известный ученый Абулгазы Бахадур и был окружён заботой хана. Законы Есим-хана («Есім ханның ескі жолы»), как и законы Касыма и Тауке, были созданы на местном ханафитском праве.